# Яковенко, Дмитрий Олегович
Дмитрий Олегович Яковенко (род. 28 июня 1983, Омск) — российский шахматист, гроссмейстер (2001). Чемпион Европы (2012). Победитель командного чемпионата мира в составе команды России (2010). Победитель командного чемпионата Европы в составе команды России (2007). Серебряный призёр Олимпиады в составе команды России (2012). Четырёхкратный обладатель Кубка России (2013, 2014, 2016, 2017).

## Биография
Дмитрий Яковенко родился в Омске, но детство провёл в Нижневартовске.
Начал играть в шахматы с трёх лет. Первым шахматным учителем Дмитрия был его отец. В возрасте семи лет стал перворазрядником, в четырнадцатилетнем возрасте стал международным мастером. Выигрывал первенство России до 10 лет (1993), 14 лет (1994), 16 лет (1999), 18 и 20 лет (2000).. Тренером Яковенко был Александр Никитин.
Окончил школу с золотой медалью. Увлекался точными науками: математикой, физикой. Выигрывал Всероссийскую математическую олимпиаду зоны Сибири. После окончания школы в 1999 году поступил на факультет вычислительной математики и кибернетики МГУ. В 2004 году окончил университет с «Красным дипломом».
В 1999 году занял второе место на чемпионате мира по шахматам среди юниоров до 16 лет.
В 2001 году стал чемпионом мира среди юношей до 18 лет.
В 2002 году разделил первое место на открытом турнире в Пардубице.
В 2005 году выиграл турнир в Монреале и занял второе место на чемпионате России.
В 2006 году вновь стал серебряным призёром чемпионата России по шахматам. В суперфинале чемпионата России 2006 года Яковенко набрал одинаковое количество очков с Евгением Алексеевым, но уступил ему в дополнительном матче в быстрые шахматы.
В январе 2007 года занял второе место в турнире «В» в Вейк-ан-Зее. В марте 2007 года занял второе место (вновь за Алексеевым) в турнире «Аэрофлот Опен» в Москве. В марте 2007 года выиграл турнир в Пойковском.
В ноябре 2007 года стал чемпионом Европы в составе сборной России.
В марте 2012 года одержал единоличную победу на Чемпионате Европы по шахматам в Пловдиве с результатом 8½ очков из 11 и завоевал титул чемпиона Европы.
Наивысший рейтинг 2760 (июль 2009 года). На эту дату пятый рейтинг в мире и первый в России.

## Спортивные достижения
| Год  | Город      | Турнир                    | + | − | =  | Результат | Место |
| ---- | ---------- | ------------------------- | - | - | -- | --------- | ----- |
| 2000 | Самара     | 53-й чемпионат России     | 5 | 3 | 3  | 6½ из 11  | 8—18  |
| 2001 | Элиста     | 54-й чемпионат России     | 1 | 0 | 8  | 5 из 9    | 21—26 |
| 2002 | Краснодар  | 55-й чемпионат России     | 3 | 3 | 3  | 4½ из 9   | 21—31 |
| 2003 | Красноярск | 56-й чемпионат России     | 3 | 1 | 5  | 5½ из 9   | 11—19 |
| 2005 | Москва     | 58-й чемпионат России     | 3 | 1 | 7  | 6½ из 11  | 2—3   |
| 2006 | Москва     | 59-й чемпионат России     | 5 | 1 | 5  | 7½ из 11  | 2     |
| 2007 | Форос      | 2-й международный турнир  | 1 | 3 | 7  | 4½ из 11  |       |
|      | Москва     | 60-й чемпионат России     | 2 | 2 | 7  | 5½ из 11  | 8     |
| 2008 | Форос      | 3-й международный турнир  | 2 | 2 | 7  | 5½ из 11  | 6     |
|      | Пойковский | 9-й международный турнир  | 2 | 0 | 7  | 5½ из 9   | 2     |
|      | Сочи       | Гран-при                  | 2 | 1 | 10 | 7 из 13   | 5—7   |
|      | Москва     | 61-й чемпионат России     | 4 | 1 | 6  | 7 из 11   | 2—3   |
|      | Элиста     | Гран-при                  | 3 | 0 | 10 | 8 из 13   | 1—3   |
| 2009 | Дортмунд   | 37-й международный турнир | 2 | 1 | 7  | 5½ из 10  | 4     |
|      | Джермук    | Гран-при                  | 1 | 4 | 8  | 5 из 13   | 11—12 |
|      | Нанкин     | 2-й международный турнир  | 1 | 3 | 6  | 4 из 10   | 4—6   |
|      | Москва     | 62-й чемпионат России     | 2 | 2 | 5  | 4½ из 9   | 5     |
| 2010 | Пойковский | 11-й международный турнир | 4 | 2 | 5  | 6½ из 9   | 3     |
|      | Астрахань  | Гран-при                  | 1 | 0 | 12 | 7 из 13   | 2—6   |
|      | Москва     | 63-й чемпионат России     | 0 | 1 | 10 | 5 из 11   | 7—10  |
| 2011 | Москва     | Аэрофлот Опен             |   |   |    | 5½ из 9   |       |
| 2012 | Пловдив    | 13-й чемпионат Европы     | 6 | 0 | 5  | 8½ из 11  | 1     |
| 2014 | Пойковский | 15-й международный турнир | 3 | 1 | 5  | 5½ из 9   | 2     |
|      | Казань     | 67-й чемпионат России     | 1 | 0 | 8  | 5 из 9    | 2     |
| 2015 | Чита       | 68-й чемпионат России     | 1 | 1 | 9  | 5½ из 11  | 4—7   |

## Изменения рейтинга
| Графики недоступны из-за технических проблем. См. информацию на Фабрикаторе и на mediawiki.org. |